# Topanga
Topanga je census-designated place na západě okresu Los Angeles County v Kalifornii ve Spojených státech amerických. Nachází se v pohoří Santa Monica Mountains, jižní pobřežní část leží na cestě mezi Malibu a losangeleskou čtvrtí Pacific Palisades. Podle sčítání obyvatel zde v roce 2010 žilo 8289 lidí. Název oblasti pochází z jazyka domorodého kmene Tongva (Topaa'nga, tj. „kde se hora setkává s mořem“). Evropané se zde usadili koncem 30. let 19. století.